# إرنست مولر (قاضي)
إرنست مولر (بالألمانية: Ernst Müller-Meiningen) (و. 1866 – 1944 م) هو قاضي، وسياسي ألماني، توفي في ميونخ، عن عمر يناهز 78 عاماً.

## مناصب
تولى منصب عضو مجلس النواب الألماني للإمبراطورية الألمانية ‏
- عضو في غرفة مندوبي بافاريا ‏

.